# Едо (мова)
Едо — мова, що належить до нігеро-конголезької макросімʼї, вольта-нігерської сімʼї. Поширена в Нігерії (штати Едо, Дельта, Ондо). Вивчається в початковій та середній школі; виходять радіо- і телепередачі.

## Писемність
Писемність мови едо побудована на основі латиниці.
| A a | B b | D d | E e | Ẹ ẹ | F f | G g | Gb gb | Gh gh | H h | I i | K k | Kh kh | Kp kp | L l | M m |
| --- | --- | --- | --- | --- | --- | --- | ----- | ----- | --- | --- | --- | ----- | ----- | --- | --- |
| /a/ | /b/ | /d/ | /e/ | /ɛ/ | /f/ | /g/ | /ɡ͡b/  | /ɣ/   | /h/ | /i/ | /k/ | /x/   | /k͡p/  | /l/ | /m/ |

| Mw mw | N n | O o | Ọ ọ | P p | R r | Rh rh | Rr rr | S s | T t | U u | V v | Vb vb | W w | Y y | Z z |
| ----- | --- | --- | --- | --- | --- | ----- | ----- | --- | --- | --- | --- | ----- | --- | --- | --- |
| /ʋ/   | /n/ | /o/ | /ɔ/ | /p/ | /ɹ/ | /r̩/   | /r/   | /s/ | /t/ | /u/ | /v/ | /ʋ/   | /w/ | /j/ | /z/ |

- Довгі голосні передаються подвоєнням відповідних букв для голосних: aa [aː], ii [iː], ọọ [ɔː], oo [oː], uu [uː], ẹẹ [ɛː], ee [eː].
- Носові голосні передаються написанням букви n після букви для голосного: an [ã], en [ẽ], ẹn [ɛ̃], in [ĩ], on [õ], ọn [ɔ̃], un [ũ].
- Тони передаються шляхом простановки над буквами для голосних діакритичних знаків акута (´) і гравіса (`).